# Universal Networks International
Universal Networks International (dawniej NBC Universal Global Networks) - jedna z grup telewizyjnych firmy NBCUniversal, która do 2007 roku nosiła nazwę Sparrowhawk Media, czyli do wtedy, gdy NBCUniversal kupiło tę firmę od brytyjskich właścicieli. Grupa ta rywalizuje z telewizją AXN, która oferuje podobny profil do kanałów grupy Universal Networks.

## Kanały
- Universal Channel
- Scifi Universal
- 13th Street Universal
- Diva Universal
- Studio Universal
- KidsCo
- Hallmark Channel
- Movies 24
- Steel
- Das Vierte